# Nero (software)

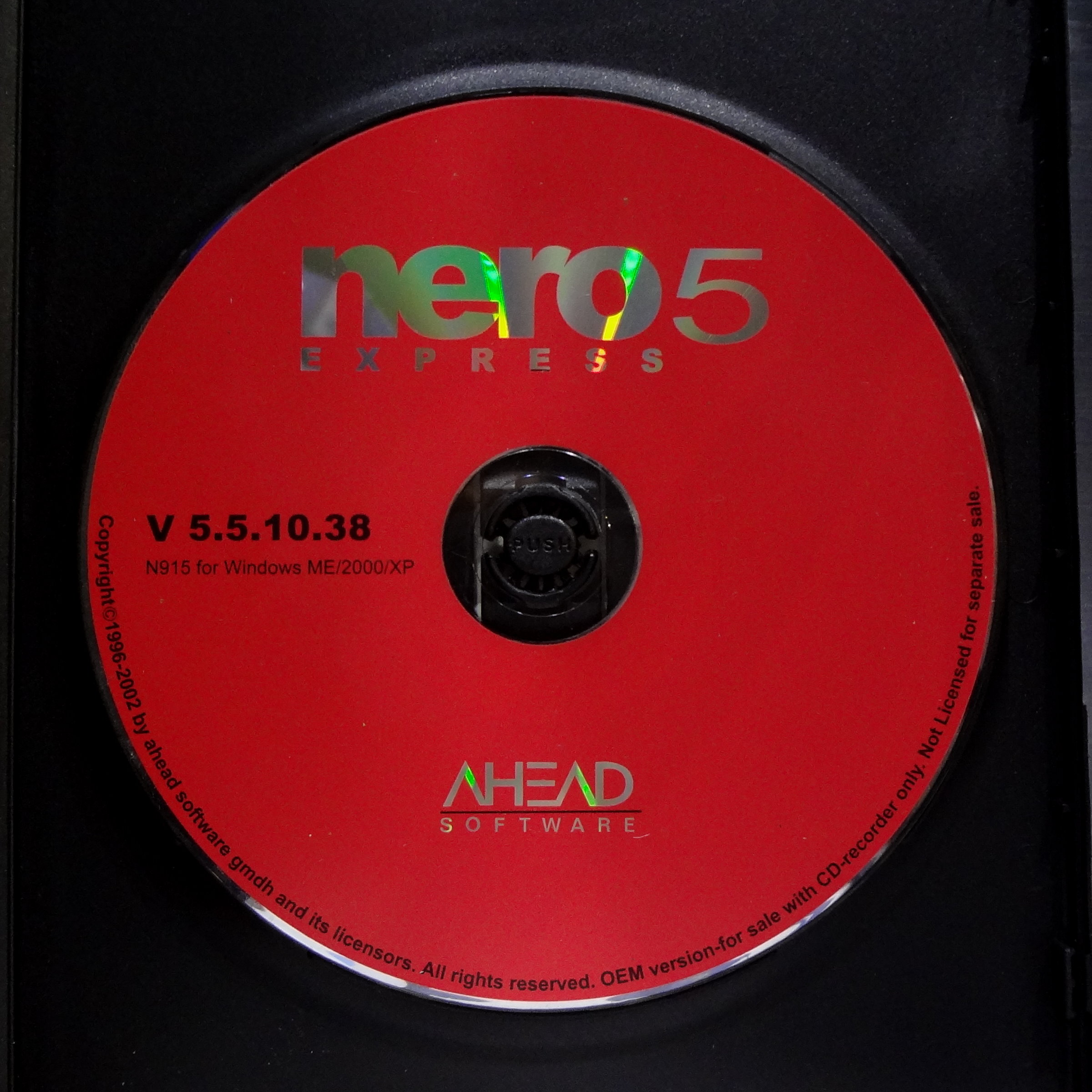
Mídia contendo o Nero Express 5.5.10.38

Nero é uma suíte de software de computador desenvolvido pela Nero AG para gravar CDs e DVDs e manipulação de mídia optica, encontra-se no mercado desde 1995. O  nome do primeiro produto lançado “Nero Burning ROM” brinca com a analogia estabelecida ao imperador romano Nero, que consta tocava a sua lira enquanto Roma ardia (também sendo "Nero" o nome do cachorro do criador). Atualmente representa um pacote com vários softwares para as mais diversas funções,como de instalar jogos para consolas ,instalar filmes, etc. e atualmente o programa Nero Photo Snap Essentials (software para visualização e edição de imagens) é um software padrão do sistema operacional Windows.

## Versões

### Nero Multimedia Suite 10
Na nova versão do Nero, lançada sua primeira build em 12 de Abril de 2010, a Ahead Software AG revolucionou, trazendo em um único pacote os três principais aplicativos: Nero Vision Xtra, Nero Burning ROM e Nero BackupItUp & Burn.
| Nero Multimedia Suite 10 | Nero Multimedia Suite 10 | Nero Multimedia Suite 10 | Nero Multimedia Suite 10 | Nero Multimedia Suite 10 |
| Versão                   | Atualização              | Data de lançamento       | Tamanho do download      | Programas incluídos |
| ------------------------ | ------------------------ | ------------------------ | ------------------------ | --- |
| 10                       | 10.6.11300               | 19 de Abril de 2011      | 368 MB                   | Nero Vision Xtra; Nero MediaHub; Nero ControlCenter; Nero Burning ROM; Nero BurnRights; Nero ControlCenter; Nero BackItUp; Nero Express; Nero RescueAgent; Nero BurnRights; Nero ControlCenter; Nero StartSmart; Nero DiscCopy Gadget; Nero WaveEditor; Nero SoundTrax; Nero CoverDesigner; Nero Recode e ToolKit. |

### Nero Kwik Media
O Nero reformulou sua suíte de aplicativos para gravar Cds e DVDs e agora a disponibiliza em uma versão gratuita e com cerca de 174 MB. A versão (v10.6.10800), o programa oferece a opção de gravar CD, DVD e a configurar suas opções. Por ser uma versão gratuita o programa oferece apenas o necessário, enquanto as demais opções somente poderão ser utilizadas na sua versão paga.

### Nero 9
O Nero 9 possui duas versões: Nero 9 e Nero 9 Essentials.
| Nero 9 | Nero 9      | Nero 9             | Nero 9              | Nero 9 |
| Versão | Atualização | Data de lançamento | Tamanho do download | Programas incluídos |
| ------ | ----------- | ------------------ | ------------------- | --- |
| 9      | 9.4.44.0b   | 3 de Março de 2011 | 198 MB              | Nero Live; Nero Live Gadget; Nero StartSmart; Nero Burning ROM; Nero Express; Nero WaveEditor; Nero SoundTrax; Nero Vision; Nero Recode; Nero ShowTime; Nero PhotoSnap; Nero PhotoSnap Viewer; Nero CoverDesigner; Nero InfoTool; InCD; Nero DriveSpeed; Nero DiscSpeed; Nero ControlCenter; Nero RescueAgent; Nero DiscCopy Gadget e Nero BurnRights. |

### Nero 8
- O Nero 8 possui três versões:
  - Nero 8;
  - Nero 8 Essentials.
  - Nero 8 Ultra Edition.

| Nero 8 | Nero 8      | Nero 8              | Nero 8              | Nero 8 |
| Versão | Atualização | Data de lançamento  | Tamanho do download | Programas incluídos |
| ------ | ----------- | ------------------- | ------------------- | --- |
| 8      | 8.3.20.0    | 15 de Março de 2010 | 227 MB              | Nero Home; Nero Scout; Nero StartSmart; Nero Burning ROM; Nero Express; Nero Wave Editor; Nero SoundTrax; Nero Vision; Nero Recode; Nero ShowTime; Nero MediaHome; Nero PhotoSnap; Nero PhotoSnap Viewer; Nero Cover Designer; Nero InfoTool; Nero BackItUp; InCD; Nero ImageDrive; Nero BurnRights; Nero DriveSpeed; Nero DiscSpeed; Nero ControlCenter; Nero RescueAgent. |

### Nero 7
- O Nero 7 possui duas versões:

Nero 7 Ultra Edition (Premium Edition na europa) e Nero 7 Ultra Edition Enhanced (Reloaded na Europa). No Brasil, lidera o mercado de gravadores de discos óticos, ocupando sempre o topo das listas de programas mais baixados nos sites de downloads locais. Agora além do Nero gravar CDs e DVDs, ele também grava discos Blu-Ray e HD DVDs.
Ele possui todos os programas presentes no Nero 6, alguns aperfeiçoados e outros programas adicionais do Nero.
| Nero 7 | Nero 7      | Nero 7              | Nero 7              | Nero 7 |
| Versão | Atualização | Data de lançamento  | Tamanho do download | Programas incluídos |
| ------ | ----------- | ------------------- | ------------------- | --- |
| 7      | 7.11.10.0c  | 11 de Março de 2010 | 337 MB              | Nero Mobile; Nero Sipps; Nero Home; Nero Scout; Nero StartSmart 3; Nero Burning ROM 7; Nero Express 7; Nero Wave Editor 3 ; Nero SoundTrax 2; Nero SoundBox; Nero Vision 4; Nero Recode 2; Nero ShowTime 3; Nero MediaHome; Nero PhotoSnap; Nero PhotoShow Express; Nero Cover Designer 2; Nero ToolKit; Nero BackItUp 2; InCD 5; Nero ImageDrive 3. |

### Nero 6
Com o Nero 6 é possível gravar CDs e DVDs dos tipos: Áudio, Dados, Vídeo CD, Super Vídeo CD, mini DVD, DVD e outros. Possui um assistente que guia o utilizador passo-a-passo na criação do CD ou DVD. Para criar CDs de áudio podem-se utilizar arquivos MP3 ou WAV, sem que seja necessário fazer a conversão de formatos. A mesma regra serve para gravar Vídeo CDs e DVDs em que se podem utilizar formatos AVI ou MPEG de qualquer tamanho ou especificação que serão convertidos automaticamente para o formato correcto. Esta versão do Nero inclui diversos outros programas que permitem editar e fazer misturas áudio, fazer backups, assistir VCD, SVCD e DVD, ouvir músicas, desenhar capas de CDs e otimizar a velocidade dos drives.
Instalação: Para se poder utilizar o Nero é necessário ter instalado um drive gravador de CD ou DVD e para que fique em português deve-se primeiro instalar a versão completa em inglês e depois baixar e instalar o arquivo que converte o Nero para o idioma português.
| Nero 6 | Nero 6                    | Nero 6             | Nero 6 |
| Versão | Atualização               | Data de lançamento | Programas incluídos |
| ------ | ------------------------- | ------------------ | --- |
| 6      | Disponível apenas pelo CD | -                  | - Nero StartSmart - Nero Burning ROM - Nero Express - Nero BackItUp - Nero Cover Designer - Nero Wave Editor - Nero SoundTrax - Nero Toolkit - Nero Image Drive. |

### Nero Linux
Nero Linux é um programa de computador produzido para a plataforma Linux/Unix, similar ao Nero produzido para a plataforma Windows. Além de fornecer as funções tradicionais de gravar CD e DVD, também fornece suporte a gravação de Blu-ray e HD DVD.
| Nero Linux | Nero Linux  | Nero Linux         | Nero Linux                                           |
| Versão     | Atualização | Data de lançamento | Melhorias                                            |
| ---------- | ----------- | ------------------ | ---------------------------------------------------- |
| 3          | 3.0.1.3     | -                  | Adicionado novos recursos e corrigido diversos bugs. |
| 3          | 3.0.2.1     | -                  | Adicionado novos recursos e corrigido diversos bugs. |
| 3          | 3.1.1.0     | -                  | Adicionado novos recursos e corrigido diversos bugs. |
| 3          | 3.5.0.1     | -                  | Adicionado novos recursos e corrigido diversos bugs. |
| 3          | 3.5.1.0     | -                  | Adicionado novos recursos e corrigido diversos bugs. |
| 3          | 3.5.2.0     | -                  | Adicionado novo recurso e corrigido diversos bugs.   |
| 3          | 3.5.2.3     | -                  | Corrigido diversos bugs.                             |
| 3          | 3.5.3.1     | -                  | Corrigido diversos bugs.                             |